# Допіо

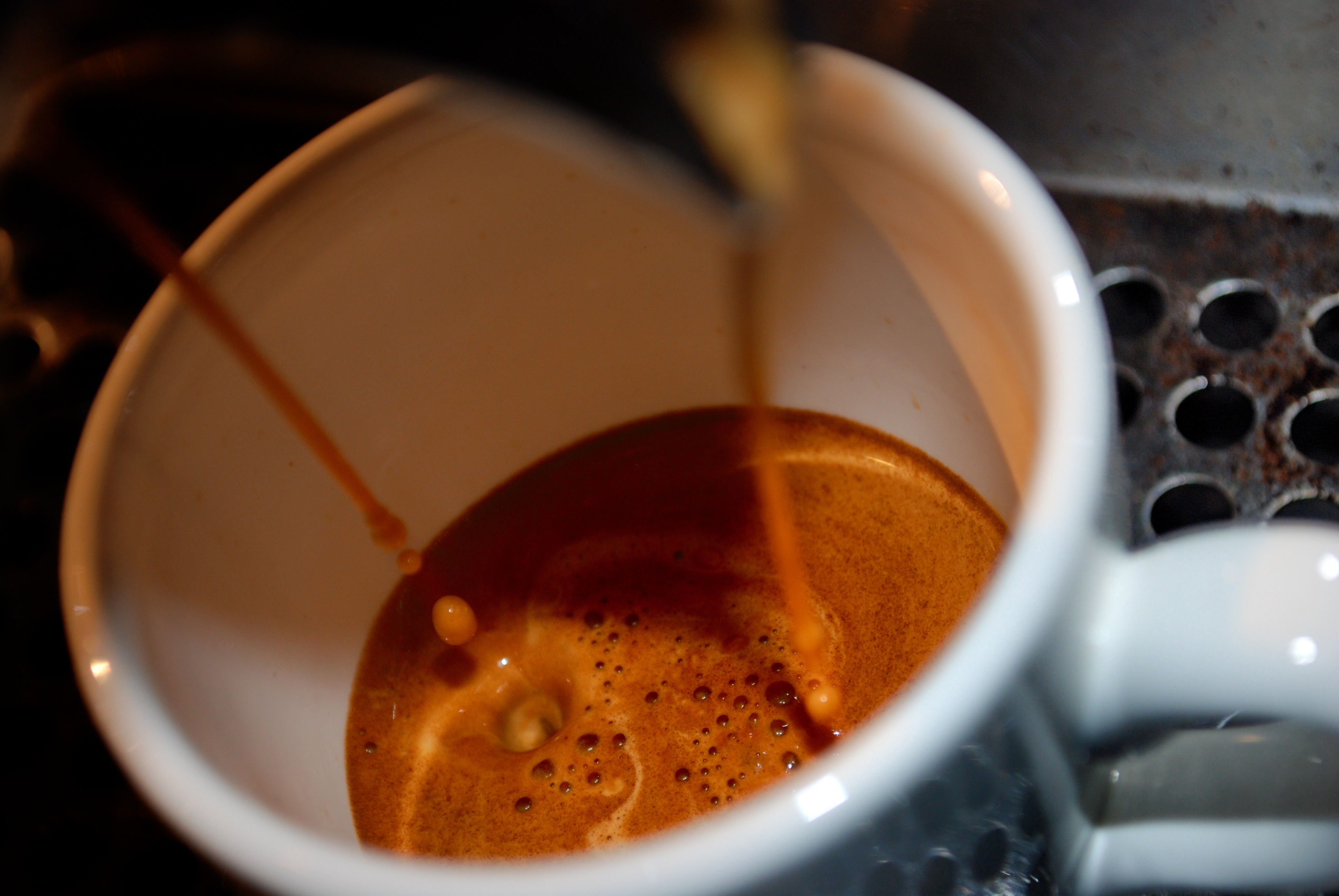
Приготування допіо

Допіо (італ. Doppio) — кавовий напій, що готується як подвійна порція еспресо за допомогою кавового фільтру або еспресо-машини. Напій виходить об'ємом 60 мл. Doppio з італійської означає «подвійний». 
Також «допіо» називають подвійну порцію стандартної кави (англ. standard double), на противагу цьому еспресо — одинарна порція (італ. solo), і готується вона з максимальної кількості меленої кави, яку можна отримати важільними еспресо-машинами. 
Допіо ще називають стандартною подвійною через умови оцінюванні якості еспресо на змаганнях бариста — чотири одинарних еспресо готуються за допомогою двох подвійних портафільтрів.
У більшості кафе за межами Італії саме допіо є стандартною порцією. Та оскільки для порцій соло потрібен менший кошик портафільтра, то їх часто готують шляхом отримання допіо в портафільтрі з двома носиками, але використовують тільки один з потоків кави (інший потік можна не використовувати взагалі або взяти його для іншого напою).